# Aquarium du palais de la Porte Dorée
Aquarium du palais de la Porte Dorée je veřejnosti přístupné tropické akvárium v Paříži. Nachází se ve výstavním paláci Palais de la Porte Dorée na Avenue Daumesnil ve 12. obvodu. Bylo vytvořeno v roce 1931 pro Mezinárodní koloniální výstavu. Od roku 2012 je součástí Cité nationale de l'histoire de l'immigration.

## Historie
V roce 1931 se konala Mezinárodní koloniální výstava, pro kterou vznikl Palais de la Porte Dorée společně s tropickým akváriem. To mělo představovat vodní faunu tropických zemí a po skončení výstavy zůstalo jako stálá expozice. Akvárium bylo zahrnuto do nově zřízeného muzea kolonií a jeho nástupců. V roce 1985 bylo akvárium renovováno.

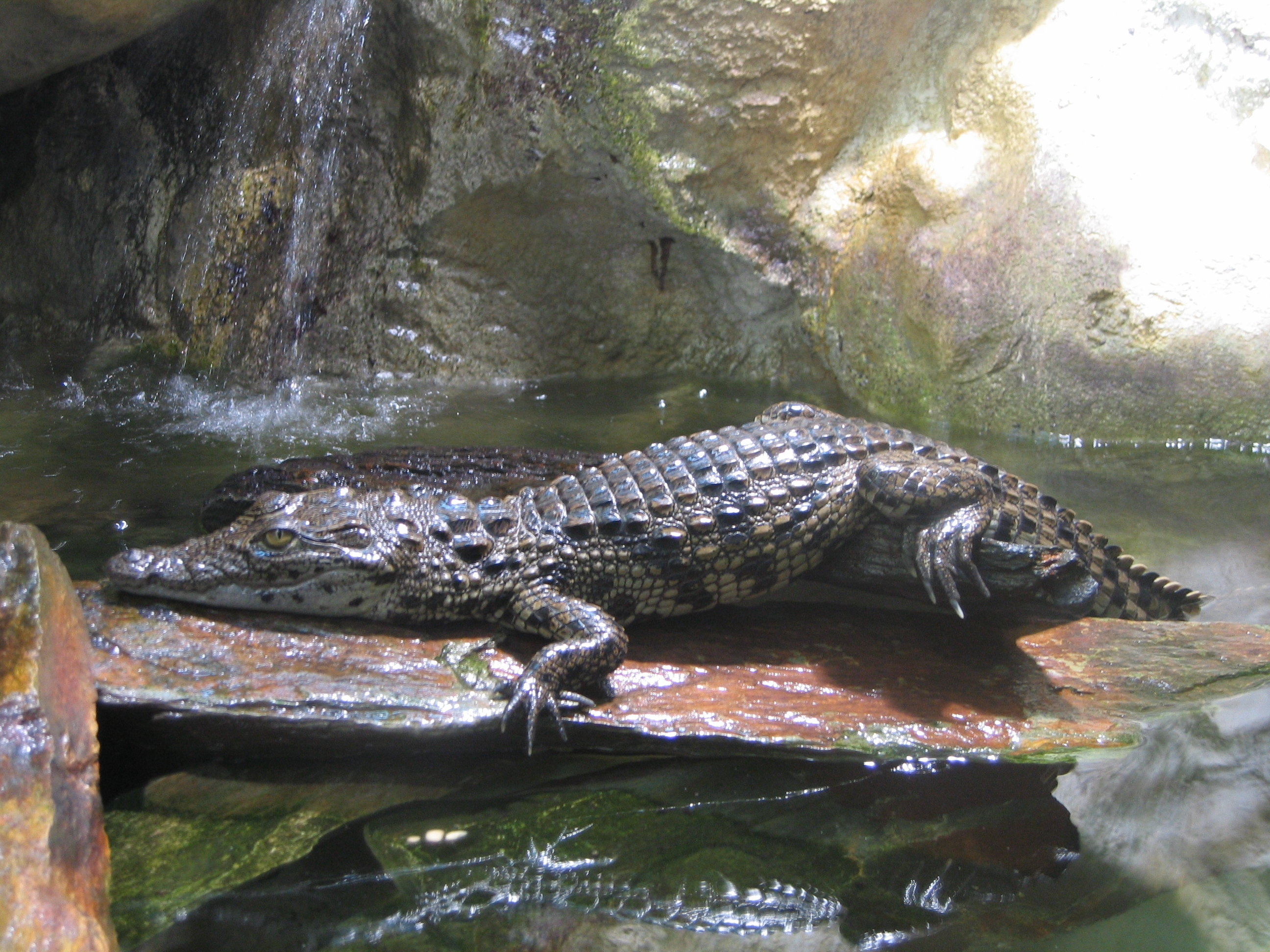
Krokodýl nilský

## Expozice
Akvárium je umístěno v přízemí paláce. Zahrnuje asi 5000 živočichů 350 druhů v akváriích o objemu od 100 do 37 000 litrů. Tyto nádrže jsou rozlišeny tematicky podle druhu ryb nebo biotopu.
Jedná se o akvária s živoucími fosiliemi a dvojdyšnými, dále vrubozubcovitými nebo měkkýši hlavonožci. Mořští bezobratlí ukazují rovněž symbiózu mezi korály a jednobuněčnými řasami nebo mezi rybami a sasankami.
Rozmnožování ve sladké vodě představují hlavně vejcorodé ryby, ale také vejcoživorodé nebo živorodé.
Ze zástupců tetrovitých je zde neonka obecná, z elektrických ryb např. paúhoř elektrický.
V akváriu je rovněž terárium s krokodýly. První krokodýl nilský, který zemřel v roce 2009, sem byl převezen již roku 1948. Jsou zde rovněž zástupci aligátora severoamerického.

## Další pařížská akvária
- Cinéaqua
- Aquarium Sea Life Paris